# Columbia 200 1966
Columbia 200 1966 var ett stockcarlopp ingående i Nascar Grand National Series (nuvarande Nascar Cup Series) som kördes 7 april 1966 på den 0,5 mile (804,672 m) långa ovalbanan Columbia Speedway i Cayce, en förort till Columbia i South Carolina. Totalt avverkades 100 miles (160,934 km) fördelat på 200 varv. Banunderlaget var dirt. Loppet vanns av David Pearson i en Dodge på tiden 1:31.30 körande för Owens Racing. Pearsons snitthastighet uppgick till 65,574 mph. Prispotten uppgick till 4 740 dollar, varav 1 000 dollar gick till segraren.

## Resultat
| Plc     | Nr | Förare         | Team/ bilägare           | Konstruktör | Start | Varv | Ledda varv |
| ------- | -- | -------------- | ------------------------ | ----------- | ----- | ---- | ---------- |
| 1       | 6  | David Pearson  | Owens Racing             | Dodge       | 6     | 200  | 130        |
| 2       | 02 | Paul Goldsmith | Bob Cooper               | Plymouth    | 9     | 200  | 16         |
| 3       | 59 | Tom Pistone    | Pistone Racing           | Ford        | 1     | 198  | 53         |
| 4       | 19 | J.T. Putney    | J.T. Putney              | Chevrolet   | 2     | 198  | 1          |
| 5       | 04 | John Sears     | DeWitt Racing            | Ford        | 4     | 195  | 0          |
| 6       | 43 | Richard Petty  | Petty Enterprises        | Plymouth    | 18    | 195  | 0          |
| 7       | 9  | Roy Tyner      | Truett Rodgers           | Chevrolet   | 20    | 193  | 0          |
| 8       | 61 | Toy Bolton     | Toy Bolton               | Chevrolet   | 15    | 191  | 0          |
| 9       | 34 | Wendell Scott  | Scott Racing             | Ford        | 16    | 187  | 0          |
| 10      | 97 | Henley Gray    | Gray Racing              | Ford        | 8     | 183  | 0          |
| 11      | 66 | Wayne Woodward | Wayne Woodward           | Chevrolet   | 14    | 182  | 0          |
| 12      | 20 | Clyde Lynn     | Negre Racing             | Ford        | 17    | 182  | 0          |
| 13      | 95 | Gene Cline     | Gene Cline               | Ford        | 21    | 181  | 0          |
| 14      | 70 | J.D. McDuffie  | McDuffie Racing          | Ford        | 11    | 181  | 0          |
| 15      | 86 | Neil Castles   | Buck Baker Racing        | Plymouth    | 19    | 178  | 0          |
| 16      | 77 | Joel Davis     | Harold Mays              | Plymouth    | 12    | 170  | 0          |
| 17      | 85 | Jim Tatum      | Seifert Racing           | Ford        | 24    | 169  | 0          |
| 18      | 18 | Stick Elliott  | Toy Bolton               | Chevrolet   | 5     | 161  | 0          |
| 19      | 53 | Jimmy Helms    | David Warren             | Ford        | 23    | 123  | 0          |
| 20      | 88 | Buddy Baker    | Buck Baker Racing        | Chevrolet   | 3     | 95   | 0          |
| 21      | 74 | Bill Seifert   | Gene Black               | Ford        | 22    | 63   | 0          |
| 22      | 64 | Elmo Langley   | Langley-Woodfield Racing | Ford        | 13    | 63   | 0          |
| 23      | 87 | Buck Baker     | Buck Baker Racing        | Oldsmobile  | 7     | 16   | 0          |
| 24      | 55 | Tiny Lund      | Lyle Stelte              | Ford        | 10    | 13   | 0          |
| Källor: |    |                |                          |             |       |      |            |